# Спеціальні права запозичення
Спеціа́льні права́ запози́чення (СПЗ) (англ. special drawing rights, SDR, SDRs; код валюти за ISO 4217 — XDR) — резервний та платіжний засіб, що емітується Міжнародним Валютним Фондом (МВФ). Існує лише в безготівковій формі у вигляді записів на банківських рахунках.
СПЗ були створені МВФ в 1969 році, для підтримки Бреттон-Вудської системи обмінного курсу. Основна мета створення: подолання парадоксу Тріффіна в межах Бреттон-Вудської валютної системи — протиріччя між міжнародним характером використання і національною природою валют. Країні, що брала участь у цій системі, потрібні були офіційні резерви — урядові або центральні банківські капіталовкладення у формі золота і загальноприйнятих іноземних валют, які могли б бути використані, щоб донести чисту валюту на міжнародний валютний ринок, з метою збереження його обмінного курсу. Світовий попит на два ключових резервних активи — золото і долар США — довели неадекватність світового торговельного та фінансового розвитку, що мали місце в той час. Таким чином, світова спільнота вирішила створити резервні активи під протекцією МВФ.
Проте лише через кілька років Бреттон-Вудська система зруйнувалась і головні валюти перейшли до режиму плаваючого обмінного курсу. Крім того, зростання на світових ринках капіталу полегшило процес надання позик кредитоспроможними урядами.
Сьогодні SDR мають досить обмежену сферу використання — таку, як резервний актив, їх головна функція — бути розрахунковою грошовою одиницею МВФ і деяких інших міжнародних організацій. SDR не є ані валютою, ані вимогою на МВФ. Це, швидше, потенційна вимога на взаємокорисних валютах членів МВФ. Власники SDR можуть одержати ці валюти в обмін на їхні SDR двома шляхами:
1. через угоду про добровільний обмін між членами;
2. через перепризначення членів МВФ із сильними зовнішньоекономічними позиціями, щоб розповсюдити SDR від членів зі слабкими зовнішньоекономічними позиціями.

## Оцінка SDR
Ціна SDR була початково визначена на рівні 0,888671 грамів високоякісного золота, що, у свою чергу, мало доларовий еквівалент. Після падіння Бреттон-Вудської системи Woods в 1973 SDR було перевизначене як споживчий кошик валют, що сьогодні складається з Долара США 41.73 %, Євро 30.93 %, Юаня 10.92 %, Японської єни 8.33 %, Фунта стерлінгів 8.09 %.. Вартість долара США МВФ щодня публікується на вебсайті МВФ. Вона розраховується як сума певних кількостей чотирьох валют, оцінених у доларах США, на підставі валютних курсів, що котируються щодня опівдні на Лондонській біржі.
Склад кошика переглядають кожних п'ять років, щоб переконатися, що він відображає відносні значення валют у світовій торговельній та фінансовій системах.
У 1999 році, в зв'язку із введенням Євро, були вилучені з кошика Німецька марка та Французький франк.
На перегляді, що відбувся в листопаді 2005, вагу валют у кошику SDR було виправлено, ґрунтуючись на обсягах експорту товарів та наданих послуг і кількості резервів, визначених у відповідних валютах, яких дотримувалися інші члени МВФ. Ці зміни вступили в дію 1 січня 2006.
1 жовтня 2016 р. до кошика валют було додано китайський Юань.
| Період    | USD               | DEM               | FRF              | JPY             | GBP               |
| --------- | ----------------- | ----------------- | ---------------- | --------------- | ----------------- |
| 1981-1985 | 0.540 (42 %)      | 0.460 (19 %)      | 0.740 (13 %)     | 34.0 (13 %)     | 0.0710 (13 %)     |
| 1986-1990 | 0.452 (42 %)      | 0.527 (19 %)      | 1.020 (12 %)     | 33.4 (15 %)     | 0.0893 (12 %)     |
| 1991-1995 | 0.572 (40 %)      | 0.453 (21 %)      | 0.800 (11 %)     | 31.8 (17 %)     | 0.0812 (11 %)     |
| 1996-1998 | 0.582 (39 %)      | 0.446 (21 %)      | 0.813 (11 %)     | 27.2 (18 %)     | 0.1050 (11 %)     |
| Період    | USD               | EUR               | EUR              | JPY             | GBP               |
| 1999-2000 | 0.5820 (39 %)     | 0.3519 (32 %)     | 0.3519 (32 %)    | 27.2 (18 %)     | 0.1050 (11 %)     |
| 2001-2005 | 0.5770 (45 %)     | 0.4260 (29 %)     | 0.4260 (29 %)    | 21.0 (15 %)     | 0.0984 (11 %)     |
| 2006-2010 | 0.6320 (44 %)     | 0.4100 (34 %)     | 0.4100 (34 %)    | 18.4 (11 %)     | 0.0903 (11 %)     |
| 2011-2016 | 0.6800 (41.9 %)   | 0.4230 (37.4 %)   | 0.4230 (37.4 %)  | 12.1000 (9.4 %) | 0.1110 (11.3 %)   |
| Період    | USD               | EUR               | CNY              | JPY             | GBP               |
| 2016-2020 | 0.58252 (41.73 %) | 0.38671 (30.93 %) | 1.0174 (10.92 %) | 11.900 (8.33 %) | 0.085946 (8.09 %) |
| 2022-2027 | 43,38%            | 29,31%            | 12,28%           | 7,59%           | 7,44%             |

## Процентна ставка SDR
Відсоткова ставка SDR забезпечує базис для обчислення відсотків, що нараховуються для членів на регулярних (не концесійних) позиках МВФ, відсотків сплачуваних і нарахованих членам на їхні SDR капіталовкладення, також відсотків, сплачуваних членам на частки їх квотових внесків.
Процентна ставка SDR визначається щотижня і базується на середньозваженій величині представляючих процентних ставок на короткострокових позиках на ринках грошей кошика валют SDR.

## Розміщення SDR
МВФ розподіляє SDR для членів пропорційно до їх квот МВФ. Таке розміщення забезпечує кожного члена дешевим активом, на який відсотки ані нараховуються, ані сплачуються. Проте, якщо зростання капіталовкладень SDR члена перевищує його розміщення, то заробляються відсотки на надлишку; в іншому випадку, якщо спостерігається ситуація, що SDR утримується менше, ніж розміщено, то сплачуються відсотки на дефіциті. Положення Угоди також дозволяють анулювання Спеціальних прав запозичення, але ця умова ніколи не була використана. МВФ не може розподілити SDR для себе.